# Барбашина
Барба́шина (рос. Барбашина) — присілок у складі Слободо-Туринського району Свердловської області. Входить до складу Сладковського сільського поселення.
Населення — 196 осіб (2010, 240 у 2002).
Національний склад населення станом на 2002 рік: росіяни — 98 %.